# La Bruffière

La Bruffière este o comună în departamentul Vendée, Franța. În 2009 avea o populație de 3,563 de locuitori.